# Бернгард Віндшайд
Бернгард Віндшайд (нім. Bernhard Windscheid, 26 червня 1817, Дюссельдорф — 26 жовтня 1892, Лейпциг) — німецький цивіліст, фахівець з римського права, представник школи пандектистів. Радикальний прихильник формально-догматичного методу в праві, співтворець німецького цивільного уложення. Його критикували прихильники історичної школи, зокрема Отто фон Ґірке.